# Carex dolomitica
Carex dolomitica är en halvgräsart som beskrevs av Peter B. Heenan och De Lange. Carex dolomitica ingår i släktet starrar, och familjen halvgräs. Inga underarter finns listade i Catalogue of Life.